# Хвиля (операція)

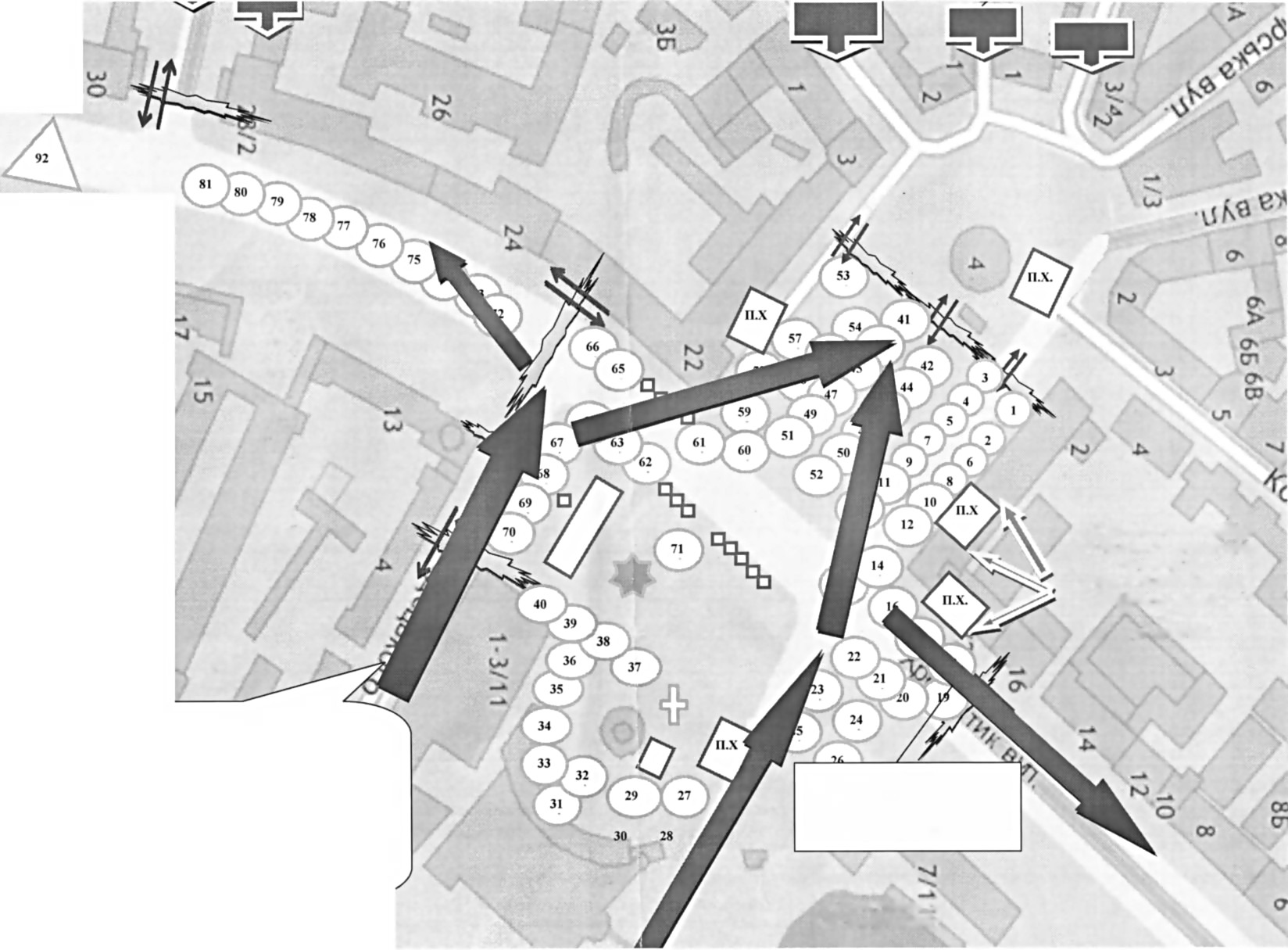
План операцій «Бумеранг» та «Хвиля»

Операція «Хвиля» — комплекс заходів у рамках антитерористичної операції, оголошеної 19 лютого 2014, головна мета якої — повна зачистка Майдану Незалежності та прилеглих територій від протестувальників. Керування операцією та проведення її здійснювало Міністерство внутрішніх справ України.

## Особовий склад
Для виконання операції «Хвиля» керівництво МВС України планувало задіяти близько дванадцяти тисяч співробітників міліції (з них дві тисячі — співробітники підрозділу «Беркут») та близько десяти тисяч бійців Внутрішніх військ.

## План операції
Операція «Хвиля» включала в себе наступні кроки:
- штурм наметового містечка протестувальників з вулиць Інститутської та Городецького;
- витіснення учасників протесту з вулиці Хрещатик відповідно до Європейської та Бессарабської площ;
- перехоплення витіснених учасників протесту на фільтраційних кордонах, розташованих на Європейській та Бессарабській площах;
- проведення псевдо-штурму по вулиці Лютеранській для відволікання уваги частини протестувальників;
- блокування співробітниками міліції наметового містечка протестувальників;
- зачистка території, прилеглої до Будинку профспілок, початок проведення операції «Бумеранг» силами, підконтрольними Службі безпеки України.

### Додаткові заходи
Проведення операцій «Хвиля» та «Бумеранг» мало супроводжуватися наступними додатковими заходами:
- руйнування барикад протестувальників за допомогою спеціальної техніки;
- припинення постачання електроенергії та води до місць проведення операцій;
- блокування мобільного зв'язку;
- блокування станцій метро «Хрещатик» та «Майдан Незалежності», підвалів та входів до будинків, розташованих біля місць проведення операцій, колекторної мережі;
- блокування в'їздів до Києва та підходів до місць проведення операцій;
- перевірка місць проведення операції на наявність вибухівок;
- припинення трансляції опозиційних телеканалів у період проведення операцій;
- логістичні заходи (організація пунктів дислокації особового складу й техніки, задіяного в операціях, місць утримання та засобів перевезення затриманих учасників протесту та спеціального транспорту для вивезення сміття з місць проведення операцій);
- залучення нарядів ДСНС;
- документування процесу проведення операцій.

## Проблеми
Фактори, які ускладнювали проведення операції «Хвиля»:
- недостатня кількість спеціальних засобів (світлошумових гранат) на озброєнні підрозділів МВС України;
- недостатня кількість вогнестійких костюмів;
- нестача транспортних засобів для перевезення затриманих учасників протесту — у розпорядженні МВС України знаходилося менше половини їх необхідної кількості;
- проблеми, пов'язані з місцем утримання протестувальників;
- відсутність єдиного командування силами, задіяними в операції (міліцією та Внутрішніми військами);
- проблеми, пов'язані з місцем дислокації оперативного штабу;
- відсутність єдиної системи зв'язку;
- проблеми, пов'язані з блокуванням місць проведення операції.

Проблему нестачі світлошумових гранат вдалося вирішити шляхом закупівлі їх необхідної кількості у Міністерства внутрішніх справ Російської Федерації.

## Результат
Подальше проведення операції було припинено Постановою Верховної Ради України «Про засудження застосування насильства, що призвело до загибелі людей», прийнятою на екстреному засіданні парламенту 20 лютого 2014.

## Критика
Російський спеціаліст, запрошений Адміністрацією Президента на нараду, закликав не здійснювати операції «Хвиля» та «Бумеранг» у запропонованому вигляді, оскільки, на його думку, це може призвести до великих втрат як з боку протестувальників, так і з боку правоохоронних органів. При цьому фахівець звинуватив розробників даних спецоперацій у некомпетентності.

## Наслідки
Під час подій на Майдані 18—20 лютого 2014 загинуло 73 протестувальники та 11 представників правоохоронних органів; пожежею знищено Будинок профспілок.